# 자르갈톨깅 에르데네바트

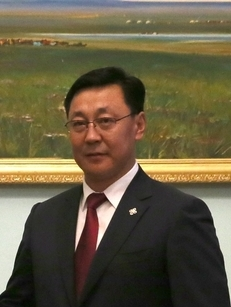
자르갈툴긴 에르데네바트 총리

자르갈톨깅 에르데네바트(몽골어: Жаргалтулгын Эрдэнэбат, 1973년 7월 17일 ~ )는 몽골의 정치인이다. 소속 정당은 몽골 인민당이다. 2016년 7월 7일부터 2017년 10월 4일까지 총리 직을 역임했다.